# Ipomoea pareiraefolia
Ipomoea pareiraefolia är en vindeväxtart som beskrevs av George Don jr. Ipomoea pareiraefolia ingår i släktet praktvindor, och familjen vindeväxter. Inga underarter finns listade i Catalogue of Life.